# Atherigona eriochloae
Atherigona eriochloae är en tvåvingeart som beskrevs av Malloch 1925. Atherigona eriochloae ingår i släktet Atherigona och familjen husflugor. Inga underarter finns listade i Catalogue of Life.